# Diazona chinensis
Diazona chinensis är en sjöpungsart som först beskrevs av Takasi Tokioka 1955.  Diazona chinensis ingår i släktet Diazona och familjen Diazonidae. Inga underarter finns listade i Catalogue of Life.